# Episodi di Stargate Atlantis (quarta stagione)
La quarta stagione della serie televisiva Stargate Atlantis è andata in onda negli Stati Uniti dal 28 settembre 2007 al 7 marzo 2008 sulla rete privata Sci-Fi Channel. In Italia è stata trasmessa dal 20 settembre al 22 novembre 2008 sulla rete satellitare Fox.
| nº | Titolo originale          | Titolo italiano        | Prima TV USA      | Prima TV Italia   |
| -- | ------------------------- | ---------------------- | ----------------- | ----------------- |
| 1  | Adrift                    | Alla deriva            | 28 settembre 2007 | 20 settembre 2008 |
| 2  | Lifeline                  | Salto nell'iperspazio  | 5 ottobre 2007    | 20 settembre 2008 |
| 3  | Reunion                   | La riunificazione      | 12 ottobre 2007   | 27 settembre 2008 |
| 4  | Doppelganger              | L'entità aliena        | 19 ottobre 2007   | 27 settembre 2008 |
| 5  | Travelers                 | Viaggiatori            | 26 ottobre 2007   | 4 ottobre 2008    |
| 6  | Tabula Rasa               | Tabula rasa            | 2 novembre 2007   | 4 ottobre 2008    |
| 7  | Missing                   | Scomparsi              | 9 novembre 2007   | 11 ottobre 2008   |
| 8  | The Seer                  | Il veggente            | 16 novembre 2007  | 11 ottobre 2008   |
| 9  | Miller's Crossing         | Il passaggio di Miller | 30 novembre 2007  | 18 ottobre 2008   |
| 10 | This Mortal Coil          | Spirale mortale        | 7 dicembre 2007   | 18 ottobre 2008   |
| 11 | Be All My Sins Remember'd | Alleanze               | 4 gennaio 2008    | 25 ottobre 2008   |
| 12 | Spoils of War             | Bottino di guerra      | 11 gennaio 2008   | 25 ottobre 2008   |
| 13 | Quarantine                | Quarantena             | 18 gennaio 2008   | 1º novembre 2008  |
| 14 | Harmony                   | Harmony                | 25 gennaio 2008   | 1º novembre 2008  |
| 15 | Outcast                   | Tagliato fuori         | 1º febbraio 2008  | 8 novembre 2008   |
| 16 | Trio                      | In trappola            | 8 febbraio 2008   | 8 novembre 2008   |
| 17 | Midway                    | L'invasione dei Wraith | 15 febbraio 2008  | 15 novembre 2008  |
| 18 | The Kindred: Part 1       | Il legame              | 22 febbraio 2008  | 15 novembre 2008  |
| 19 | The Kindred: Part 2       | L'anima gemella        | 29 febbraio 2008  | 22 novembre 2008  |
| 20 | The Last Man              | L'ultimo uomo          | 7 marzo 2008      | 22 novembre 2008  |

## Alla deriva
- Titolo originale: Adrift
- Diretto da: Martin Wood
- Scritto da: Martin Gero

### Trama
La Weir è rimasta ferita dall'esplosione nella torre principale, è in arresto cardiaco e dovrà subire una craniotomia decompressiva. Peggio ancora, il laser ha danneggiato il sistema di comunicazione, i condotti energetici principali e la città perde energia. Lo ZPM ha solo 24 ore di vita rimaste. Per limitare la perdita McKay prova a disattivare molti sistemi non essenziali ma il terminale non risponde. I sistemi di compensazione automatica della città riducono il diametro dello scudo e alcuni edifici iniziano a decomprimersi mettendo una squadra a rischio. McKay tenta di stabilizzarlo ma disgraziatamente non riesce a aggirare il sistema e la squadra non ce la fa. L'unica soluzione è ridurre lo scudo a una piccola area attorno alla torre principale. Sulla stazione Midway la dottoressa Samantha Carter viene contattata dal capitano della Apollo: Atlantide ha mancato l'appuntamento con la nave. In città Elizabeth viene sottoposta all'intervento e Rodney determina la posizione della città e l'operatività dell'iperdrive ma non dei motori subluce, poi tenta di riparare i condotti, il tutto entro 30 ore prima che quel poco di scudo che resta ceda. Durante l'intervento un chirurgo comunica la situazione della Weir a Sheppard: 6 costole rotte, un polmone perforato e una lesione al cervello causata da un edema cerebrale. Non sarà più quella di prima se sopravvive. Intanto mentre McKay e Zelenka lavorano ai condotti il primo viene richiamato in sala controllo, stanno per attraversare una cintura di asteroidi ma anche passando per la parte più sottile ci vogliono almeno 2' e riattivare lo scudo non è contemplato. L'unica opzione è ricavare un percorso con i Jumper eliminando gli asteroidi. La città supera la fascia relativamente incolume e Zelenka ripara i condotti ma i frammenti hanno danneggiato l'iperdrive e per ripararlo bisogna andare in una zona esterna disseminata di micrometeoridi pericolosi come proiettili. Mentre Sheppard si avvia verso l'iperdrive la dottoressa Keller chiede aiuto a McKay per salvare la Weir. Lei in corpo ha ancora i naniti di Niam ma inattivi per un IEM. Se McKay li riprogrammasse potrebbero riparare la lesione cerebrale di Elizabeth ma Sheppard ha delle riserve circa la possibilità di farsi scoprire dai Replicanti se riattiva i naniti. Le riprogramma e le impedisce di comunicare con i replicanti ma attivandole queste non riparerebbero la lesione con del nuovo tessuto piuttosto si sostituirebbero ad esso, rendendola seppur in parte, una replicante. Comunque è costretto a farlo quando Elizabeth peggiora di nuovo. Nello spazio Zelenka viene colpito alla gamba da un microasteroide, riesce comunque a riparare l'iperdrive ma l'energia è insufficiente per attivarlo. Poco dopo la Weir si risveglia e subito disapprova l'azione di McKay, la passata esperienza con i naniti è stata terribile. Ripresosi dalla ferita Zelenka torna al lavoro per trovare un modo per contattare la Apollo ma la sua idea implica attivare lo stardrive con l'energia insufficiente e con buone probabilità questo potrebbe disintegrare la città. McKay però si ricorda del Jumper che aveva modificato con l'iperdrive quando usò il dispositivo per l'ascensione (3x14 Salvataggio in extremis) e pensa di adoperarlo per raggiungere un pianeta dotato di stargate e magari degli ZPM. Ce n'è solo uno: M7R-227 ovvero il pianeta degli Asurani.
- Cast: Joe Flanigan, Amanda Tapping, Rachel Luttrell, Jason Momoa, David Hewlett
- Cast di supporto: Torri Higginson, Jewel Staite, David Nykl, Michael Beach, Bill Dow, Linda Ko, Surin Narula, Yee Jee Tso, Chuck Campbell, Rick Wong, Shaw Madson, Gerry Durand, Jon Johnson, Colin Decker, Craig Fraser

## Salto nell'iperspazio
- Titolo originale: Lifeline
- Diretto da: Martin Wood
- Scritto da: Carl Binder

### Trama
McKay e Zelenka lavorano al Jumper modificato per farlo funzionare ma il problema sarà infiltrarsi nella città degli asurani e trafugare lo ZPM perciò Sheppard chiede aiuto a Elizabeth. I naniti dentro di lei potrebbero essere un ottimo vettore per hackerare il mainframe della città, localizzare lo ZPM e tracciare i movimenti nemici. Per sicurezza i naniti vengono dotati di un sistema di disattivazione che la squadra dovrà azionare se la Weir dovesse perderne il controllo, uccidendola. Data l'estrema criticità della situazione Sheppard lascia Teyla in città (in caso non dovessero riuscire nell'impresa dovrà evacuare la città e guidare i superstiti). Finiti i preparativi del Jumper la squadra parte per il pianeta mentre la dr.ssa Carter e il dr Lee raggiungono la Apollo per potenziarne i sensori così da localizzare Atlantide. Nel frattempo il Jumper di Sheppard raggiunge M7R-227 ma non ha abbastanza energia per il ritorno ma McKay pensa di poter usare lo ZPM che trafugheranno e poi collega la Weir al mainframe. La posizione dello ZPM viene identificata e mentre Ronon e Sheppard vanno a prenderlo McKay e la Weir li guidano. Dopo averlo preso senza problemi McKay trova nel mainframe il codice di comando che ordina ai Replicanti di attaccare i Wraith. Se lo attivassero i Wraith si troverebbero una grossa spina nel fianco ma i Replicanti rileverebbero la Weir collegata alla loro rete e cercherebbero di controllarla a meno che non lo inseriscano direttamente nel nucleo dati centrale il che vorrebbe dire raggiungere il centro della città e andare molto in profondità, di 9 livelli, impossibile non farsi scoprire. In più la zona di atterraggio usata per prendere lo ZPM è la migliore che hanno e non potrebbero più usarla se se ne andassero. Intanto la Apollo continua a cercare Atlantide facendo piccoli salti nell'iperspazio. Raggiunto il centro della città McKay ricalibra il generatore dello scudo con un cristallo dell'ARG per generare un campo anti replicanti fino al nucleo. Sheppard insiste perché McKay controlli la Weir perciò si fa caricare il comando su un tablet e va con Ronon. Il campo viene però rilevato dagli uomini di Oberoth che cominciano a sacrificarsi penetrandolo per capire come aggirarlo, dopo un po' ci riescono e arriva anche Oberoth. Nel nucleo Sheppard ha dei problemi perché il tablet non viene riconosciuto. Deve riconfigurarlo ma la Weir bypassa il programma di autodistruzione, va incontro a Oberoth per temporeggiare, gli sonda la mente, accede al collettivo dei replicanti e li paralizza dando tempo a Sheppard di trasferire il codice. Oberoth però riesce a sopraffare il controllo della Weir e a prendere la squadra alla quale cerca di estorcere la posizione di Atlantide. Ma come Oberoth fece quando si incontrarono la prima volta (3x05 Un pianeta amico) lo stesso fa la Weir, manipolandolo e facendogli credere di aver preso la squadra mentre questi se la svignano. In realtà cercano disperatamente di salvarla ma Oberoth è insensibile all'ARG e sono costretti a fuggire appena le guardie si scongelano, lasciandola indietro. Sulla via della fuga una nave nemica si disocculta e gli blocca la strada ma la Apollo arriva giusto in tempo e la distrae così riescono a scappare, non prima di fare un ultimo inutile tentativo di teletrasportare la Weir a bordo. Riottenuta l'energia la città fa rotta per M30-517 (di cui la Weir non era a conoscenza così se le sondassero la mente non potrebbero saperlo) e Sheppard la fa ammarare relativamente in sicurezza. Alla fine sui sensori della città appaiono molte navi replicanti ma non puntano Atlantide bensì il pianeta dei Wraith. Il comando ha avuto effetto. L'SGC viene contattato per informare del successo della missione e della sorte della Weir.
- Cast: Joe Flanigan, Amanda Tapping, Rachel Luttrell, Jason Momoa, David Hewlett
- Cast di supporto: Torri Higginson, Michael Beach, David Nykl, Bill Dow, David Ogden Stiers, Sharon Taylor

## La riunificazione
- Titolo originale: Reunion
- Diretto da: William Waring
- Scritto da: Joseph Mallozzi, Paul Mullie

### Trama
Quando un gruppo appartenente alla gente di Ronon chiede l'aiuto della squadra per infiltrarsi in un deposito di munizioni Wraith, Ronon deve decidere se il suo futuro è con Atlantide o coi suoi amici. Intanto su Atlantide arriva il nuovo comandante: il Colonnello Samantha Carter che prenderà il posto di Elizabeth Weir, prigioniera dei Replicanti. L'operazione però è una trappola, gli amici di Ronon sono in combutta coi Wraith per catturare McKay e fargli disattivare il codice di aggressività dei replicanti.
- Cast: Joe Flanigan, Amanda Tapping, Rachel Luttrell, Jason Momoa, David Hewlett
- Cast di supporto: Christopher Judge, David Nykl, Scott Heindl, Aleks Paunovic, Kyra Zagorsky, Mark Dacascos, Arran Landry, Rob Avery, Byron Lucas

## L'entità aliena
- Titolo originale: Doppelganger
- Diretto da: Robert C. Cooper
- Scritto da: Robert C. Cooper

### Trama
Durante una missione su M3X-387 il Colonnello Sheppard tocca un cristallo simile a quello che influenzò Jack O'Neill dieci anni fa e diventa a sua insaputa ospite di un'entità aliena, la quale infetta altri ad Atlantide, li affligge con terrificanti incubi e purtroppo uccide anche la psicologa della base Kate Heightmeyer durante il suo di incubo dove sogna di buttarsi giù dalla torre. L'entità si sposta infine in McKay e Sheppard va a salvarlo con l'ausilio di uno strumento della realtà virtuale recuperato 10 anni prima dall'SG-1 (Stargate SG-1 episodio 2x04 Realtà virtuale) ma McKay muore. Sheppard non ci mette molto a capire che in realtà è dentro il suo stesso incubo e affronta l'entità che ha il suo stesso aspetto. Rodney rinviene ma l'entità entra nel corpo del colonnello dove i 2 Sheppard continuano la lotta. Rodney entra nel suo incubo per aiutarlo, quando Sheppard va in arresto cardiaco. Di colpo però l'entità si blocca, da fuori mentre lo stanno defibrillando l'elettricità paralizza l'entità e Sheppard la sconfigge. Reinseriscono l'entità nel cristallo e la riportano sul suo pianeta, dove scoprono che ce ne sono molte altre. Se ne vanno subito e su Atlantide fanno un bello spuntino di mezzanotte.
- Cast: Joe Flanigan, Amanda Tapping, Rachel Luttrell, Jason Momoa, David Hewlett
- Cast di supporto: Jewel Staite, Claire Rankin, David Nykl, Kavan Smith, Linda Ko, Yee Jee Tso

## Viaggiatori
- Titolo originale: Travelers
- Diretto da: William Waring
- Scritto da: Joseph Mallozzi, Paul Mullie

### Trama
Il Colonnello Sheppard viene catturato dall'equipaggio di una nave generazionale dei Viaggiatori e dalla loro splendida leader, Larrin, che intende usare il suo gene ATA per riattivare la tecnologia degli Antichi per i loro scopi.
- Cast: Joe Flanigan, Amanda Tapping, Rachel Luttrell, Jason Momoa, David Hewlett
- Cast di supporto: Jill Wagner, Kavan Smith, Sean Rogerson, Michael Cram, Scott Heindl, Chris Kalhoon

## Tabula rasa
- Titolo originale: Tabula rasa
- Diretto da: Martin Wood
- Scritto da: Alan McCullough

### Trama
Quando un batterio causa amnesia in tutti tranne Teyla e Ronon, la squadra di Atlantide deve lavorare insieme per trovare una cura prima che le loro memorie svaniscano del tutto.
- Cast: Joe Flanigan, Amanda Tapping, Rachel Luttrell, Jason Momoa, David Hewlett
- Cast di supporto: Jewel Staite, David Nykl, Kavan Smith, Brenda James, Zach Selwyn, Niall Matter, Linda Ko, Joel Cottingham, Graem Beddoes, Harlan Cutshall, Robert Clark

## Scomparsi
- Titolo originale: Missing
- Diretto da: Andy Mikita
- Scritto da: Carl Binder

### Trama
Durante una visita a New Athos, Teyla e la Dottoressa Keller si vedono costrette a fuggire da una primitiva tribù di guerrieri.
- Cast: Joe Flanigan, Amanda Tapping, Rachel Luttrell, Jason Momoa, David Hewlett
- Cast di supporto: Jewel Staite, Johann Helf, Danny Trejo, Glenn Ennis

## Il veggente
- Titolo originale: The Seer
- Diretto da: Andy Mikita
- Scritto da: Alan McCullough

### Trama
La squadra incontra un uomo con straordinarie abilità profetiche, che dà loro un'oscura premonizione sul futuro di Atlantide. I Wraith cercano una nuova alleanza con Atlantide nella loro guerra con i Replicanti.
- Cast: Joe Flanigan, Amanda Tapping, Rachel Luttrell, Jason Momoa, David Hewlett
- Cast di supporto: Martin Jarvis, Christopher Heyerdahl, Jewel Staite, Kimberley Warnat, Robert Picardo, Chuck Campbell

## Il passaggio di Miller
- Titolo originale: Miller's Crossing
- Diretto da: Andy Mikita
- Scritto da: Martin Gero

### Trama
Rodney McKay parte alla ricerca di sua sorella sulla Terra che è stata rapita da Henry Wallace, vertice della Devlin Medical Technologies, una potente corporazione appaltata al governo. Viene rapito anche lui. Henry ha una figlia, Sharon, affetta da leucemia linfoblastica acuta incurabile con la chemio e la radio terapia e vuole che usino le scoperte mediche fatte dall'SGC e dall'avamposto Atlantide per curarla, in particolare i naniti Replicanti (la DMT ne aveva sviluppato una sua variante sperimentale ma non erano ancora programmate a dovere e hanno fatto più male che bene, i McKay devono correggere questo difetto). Ma Rodney non si fida e tenta (ovviamente senza successo) di scappare al che Wallace lo ricatta iniettando una dose alla sorella. Nel frattempo Ronon e Sheppard setacciano i dossier dell'SGC e del NID alla ricerca di un collegamento mentre i McKay riprogrammano le naniti. Sharon si riprende quasi subito al che Wallace e i McKay festeggiano ma la felicità sparisce un minuto dopo quando la figlia va in arresto cardiaco e viene dichiarata morta. Wallace comunque mantiene la parola lasciandoli liberi ma subito dopo Sharon rinviene di colpo. In laboratorio scopriranno che oltre al cancro Sharon aveva un danno alla valvola mitrale e le naniti dopo aver eliminato il tumore hanno fermato il cuore per ripararlo il che vuol dire aver lasciato il cervello senza ossigeno con possibili gravi danni, difatti è come se glielo avessero "resettato". Il guaio è che la sorella di Rodney è epilettica e rischia di fare la stessa fine. Di colpo la porta viene sfondata e una squadra di marine con Sheppard e Ronon prendono Wallace e la struttura e trasportano tutti all'SGC. Lì Rodney frattura le gambe alla sorella per distrarre i naniti mentre tenta di disattivarle, ha solo 10 ore (sebbene abbiano già usato 2 volte un IEM, stavolta non funzionerebbe in quanto questi naniti sono immuni). Allora fa venire sulla Terra il Wraith che tenevano ad Atlantide per farsi aiutare e dopo avergli parlato questi accetta ma arrivati a buon punto, sviene per la fame. Rodney si consulta con Sheppard e gli comunica che Sharon è morta. Le naniti della DMT erano difettose e hanno finito l'energia mentre intervenivano causandole un'emorragia interna. Sheppard poi va a interrogare Wallace e lo vede sinceramente pentito per ciò che ha fatto. Poi gli parla del Wraith e prende una decisione. Gli darà la forza vitale per continuare, volontariamente, e la cosa sarà insabbiata come un incidente. Il Wraith finisce il lavoro e salva la Miller. Per farsi perdonare del casino che ha fatto Rodney le regala una macchina nuova e torna a casa.
- Cast: Joe Flanigan, Amanda Tapping, Rachel Luttrell, Jason Momoa, David Hewlett
- Cast di supporto: Kate Hewlett, Christopher Heyerdahl, Peter Flemming, David Nykl, Brendan Gall, Gary Jones, Steven Culp, Madison Bell, Mark Gash, Sheri Noel, Doron Bell Jr., Libby Osler, Ron Blecker

## Spirale mortale
- Titolo originale: This Mortal Coil
- Diretto da: William Waring
- Scritto da: Brad Wright, Joseph Mallozzi, Paul Mullie

### Trama
Da più di una settimana lo stargate di Atlantide non funziona più senza alcun motivo spiegabile. La situazione si aggrava ulteriormente quando una sonda Replicante si schianta sulla città indicando il fatto che questi ultimi possono aver trovato il pianeta dove è stata nascosta Atlantide. Ma il mistero si infittisce ulteriormente quando agli occhi di John, Teyla, Ronon e Rodney gli altri abitanti della città danno poco peso alla cosa e iniziano a comportarsi in maniera sospetta impedendo con varie scuse ulteriori indagini. Ma quando i quattro, impegnati in un'investigazione personale trovano una rediviva Elizabeth Weir, la squadra si rende conto che tutto quello che gli sta accadendo è solo parte di un mistero più grande.
- Cast: Joe Flanigan, Amanda Tapping, Rachel Luttrell, Jason Momoa, David Hewlett
- Cast di supporto: Torri Higginson, Jewel Staite, David Nykl, Kavan Smith, Reese Alexander, Chuck Campbell, Tammy Hui, Sean Millington, Ernie Jackson

## Alleanze
- Titolo originale: Be All My Sins Remember'd
- Diretto da: Andy Mikita
- Scritto da: Martin Gero

### Trama
Con un piano per distruggere per sempre la minaccia dei Replicanti, la squadra di Atlantide deve cercare un'alleanza con una flotta di navi Wraith.
- Cast: Joe Flanigan, Amanda Tapping, Rachel Luttrell, Jason Momoa, David Hewlett
- Cast di supporto: Michael Beach, Mitch Pileggi, David Nykl, Jill Wagner, Christopher Heyerdahl, Brendan Penny, Michelle Morgan, Martin Christopher, Torri Higginson, Niall Matter, Chuck Campbell, Jason Coleman, Patricia Cullen

## Bottino di guerra
- Titolo originale: Spoils of War
- Diretto da: William Waring
- Scritto da: Alan McCullough

### Trama
La squadra trova la nave alveare del loro alleato Wraith alla deriva nello spazio, la quale li porta ad un progetto segreto che potrebbe cambiare l'esito della guerra civile. Il Wraith spiega alla squadra in che modo i Wraith ebbero la meglio sugli Antichi.
- Cast: Joe Flanigan, Amanda Tapping, Rachel Luttrell, Jason Momoa, David Hewlett
- Cast di supporto: Christopher Heyerdahl, David Nykl, Kavan Smith, Scott Heindl, Brendan Penny, Andee Frizzell, Morris Chapdelaine

## Quarantena
- Titolo originale: Quarantine
- Diretto da: Andy Mikita
- Scritto da: Carl Binder

### Trama
Un blocco imposto di Atlantide, causato da un allarme medico, intrappola il personale in varie parti della città, minacciando alcune relazioni all'interno della spedizione e permettendo ad altre di fiorire.

## Harmony
- Titolo originale: Harmony
- Diretto da: William Waring
- Scritto da: Martin Gero

### Trama
Sheppard e McKay scortano la futura regina di un pianeta amico nella sua prova regale e cadranno in un'imboscata di nemici che risulteranno loro familiari.

## Tagliato fuori
- Titolo originale: Outcast
- Diretto da: Andy Mikita
- Scritto da: Carl Binder

### Trama
Quando il padre di Sheppard muore, lui e Ronon tornano sulla Terra per partecipare al funerale, ma i loro piani sono interrotti quando scoprono che un Replicante umanoide si è scatenato a San Francisco. Dopo un esame più attento, scoprono che è stato creato illegalmente da uno scienziato sulla Terra, che lo ha programmato in modo da eludere ogni tentativo di cattura.

## In trappola
- Titolo originale: Trio
- Diretto da: Martin Wood
- Scritto da: Martin Gero

### Trama
Mentre sono su un altro pianeta, il dottor McKay, il dottor Keller, e il Col Carter restano bloccati in una caverna sotterranea, senza apparente via di fuga. Per ingannare le lunghe ore, i tre cercano di fare del loro meglio, tentando di conoscersi meglio l'un l'altro.

## L'invasione dei Wraith
- Titolo originale: Midway
- Diretto da: Andy Mikita
- Scritto da: Carl Binder

### Trama
Teal'c è chiamato ad Atlantide per insegnare al testardo e rozzo Ronon Dex come comportarsi al colloquio con la IOA. Quando però il jaffa incontra Ronon e il resto della squadra di Sheppard alla stazione Midway, questa viene attaccata dai Wraith per cercare di raggiungere la Terra.

## Il legame
- Titolo originale: The Kindred: Part 1
- Diretto da: Peter F. Woeste
- Scritto da: Joseph Mallozzi e Paul Mullie

### Trama
Teyla ha delle visioni sul padre di suo figlio e si convince che sia ancora vivo da qualche parte e che stia cercando di comunicare con lei.

## L'anima gemella
- Titolo originale: The Kindred: Part 2
- Diretto da: Peter F. Woeste
- Scritto da: Joseph Mallozzi e Paul Mullie

### Trama
Mentre Teyla cerca un modo di fuggire dalla prigionia di Michael l'intera squadra rimane shockata quando un vecchio amico, il dott. Carson, creduto morto da tempo, si riaffaccia per breve tempo nelle loro vite.

## L'ultimo uomo
- Titolo originale: The Last Man
- Diretto da: Martin Wood
- Scritto da: Joseph Mallozzi e Paul Mullie

### Trama
Sheppard, di ritorno dall'ennesimo tentativo di trovare Teyla, torna ad Atlantide tramite lo stargate; quando arriva però trova la città abbandonata e accerchiata dal deserto. Scopre di aver viaggiato 48.000 anni avanti nel tempo. Qui incontra un anziano Rodney che si rivelerà essere un programma senziente creato a propria immagine dal dottore in previsione del ritorno di Sheppard in un futuro remoto. Con un piano in mente per far ritornare il colonnello nella sua epoca il programma Mckay gli racconta il triste destino dei suoi amici dopo la sua scomparsa. Teyla infine ritrovata ma ormai morta e il suo bambino scomparso; e grazie al DNA del neonato l'ibrido umano/wraith Michael ha finalmente completato le sue ricerche per creare un esercito di altri ibridi ubbidienti ai suoi ordini con i quali annientare totalmente i Wraith e reclamare come sua la galassia di Pegasus. Samantha Carter morta mentre si sacrificava schiantandosi con la nave prometeus contro una delle navi alveari di Michael. Ronon che crea un suo esercito personale e lo addestra alla guerra contro i wraith e gli ibridi, fino a che, durante una missione, incontra il Wraith Todd ed entrambi si sacrificano per distruggere un centro di ricerche di Michael. I membri di Atlantide che infine si ritirano al sicuro sotto lo scudo della città e non partecipano più attivamente alla guerra lasciando a Michael campo libero. Rodney che lascia il servizio attivo e si sposa con la dottoressa Keller. Ma quest'ultima muore qualche tempo dopo a causa di una malattia presa nella galassia di Pegasus. E infine un Rodney McKay solo e vecchio che ha passato gli ultimi 30 anni della sua vita a calcolare l'esatto momento in cui il colonnello Sheppard sarebbe ricomparso attraverso lo Stargate e infine inserire un programma senziente ad accoglierlo. Ma quando tutto sembra risolto e Sheppard può tornare a casa il programma gli dice che deve attendere almeno altri 500/1000 anni in stasi che si verifichino le esatte condizioni in cui si possa di nuovo attivare lo Stargate per riportarlo nel suo tempo. Purtroppo il sole del sistema, in cui gravita il pianeta con la città di Atlantide, sta diventando una supernova e c'è pericolo che esploda prima che Jhon possa tornare al suo tempo.